# Mescalero

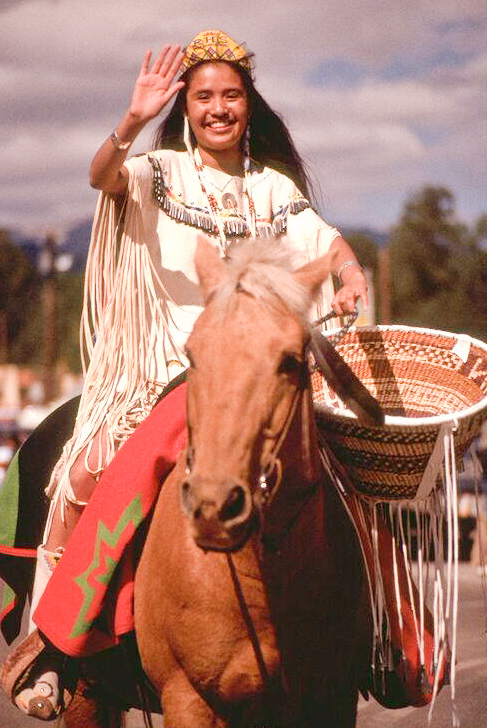
Mescalero-Mädchen

Die Mescalero oder Mescalero Apache sind eine Stammesgruppe der Apachen im Südwesten der Vereinigten Staaten und (vormals) im Nordosten von Mexiko und zählen kulturell – zusammen mit den Chiricahua, Lipan, Jicarilla und Kiowa Apache (Plains Apache) – zu den Östlichen Apache (engl. Eastern Apache). Manchmal werden sie zusammen mit den westlich lebenden Chiricahua als Zentrale Apache (engl. Central Apache) bezeichnet.
Ihre Sprache, das Mescalero oder Ndé Bizaa‘, eine Dialektvariante des Mescalero-Chiricahua, gehört jedoch – zusammen mit dem Navajo (Diné bizaad) und dem Westlichen Apache (Ndee biyati'/Nnee biyati') – zum Westlichen Zweig der südathapaskischen Apache-Sprachen der athapaskischen Sprache aus der Na-Dené-Sprachfamilie.
Heute leben die meisten Mescalero in der Mescalero Apache Reservation in New Mexico.

## Name
Die einzelnen Gruppen der Mescalero Apache nannten sich selbst Shis-Inday („Volk der Bergwälder“) oder Mashgalénde („People close to the mountains“ – „Volk, das nahe den Bergen wohnt“). Die nordwestlich lebenden, ebenfalls athapaskischsprachigen, verwandten, aber in offener Feindschaft lebenden Navajo (Dine) ( 'Indaa' biłxuu'ńde – „die Menschen, die die Feinde [weiße Menschen] mögen“, Chusht'a 'íízhańde – „Kinder des Volkes, das Lendenschürze trägt“, bzw. Naabihú, Naabihúńde, eine Mescalero Apache-Aussprache des Wortes „Navajo“) nannten die Mescalero daher Naashgali Dine'i (Naashgal? Dine'?). Wie andere Apache auch nannten sie sich oft selbst einfach Ndé (Singular; „Person“) bzw. Ndéńde, Indee (Plural; „Menschen“, „Volk“). Von benachbarten Apache wurden sie hingegen als  'Inaadahı̨́ı̨́ bzw. Nadahende („Mescal-Volk“ oder „Volk, das Mescal isst“) bezeichnet, weil die als Mescal Agave ( 'inaa'da, naa'da bzw. mashgal, meshgal, eine Abwandlung aus dem Spanischen für „Mescal“; auch als Century plant – „Jahrhundertpflanze“) bezeichnete Agave parryi das Grundnahrungsmittel für die Mescalero darstellte. Das geröstete Pflanzenherz wurde bevorzugt gegessen. Es gab Zeiten (besonders im Winter), da überlebten die Mescalero und andere Apache nur dank der gesammelten und in Depots vorrätig gehaltenen Mescal Agave, die dann wochenlang als einzige Nahrung diente, um nicht zu verhungern. Die Blätter der Agave lieferten auch Fasern für Flechtarbeiten; die Blattspitzen dienten der Anfertigung von Nadeln. Weitere Verwendung fand die Pflanze für Getränke und Medizin. Folglich wurden sie seit 1550 von den Spaniern Mescaleros genannt. Sie selbst übernahmen als Selbstbezeichnung und Abgrenzung gegenüber anderen Gruppen ebenfalls diesen Namen als Naa'dańde, Naa'dahéńdé, Na'dań.de, Na'da.héń.dé bzw. als Mashgaléńde, Meshgaléńde (eine Adaption aus dem Spanischen „Mescalero Apache“).
Bis ins 18. Jahrhundert waren folgende Apache-Gruppen namentlich bekannt, die später allgemein als „Mescalero Apache“ identifiziert wurden: Apaches de Cuartelejo, Apaches del Rio Grande, Apachi, Faraones (Selcotisanendé), Gorreta (Gorrite), Limita (Lemita), Manso (Maise, Mansa, Manse, Manxo), Mezcaleros (Zetozendé oder Sejen-ne), Natagés (Zetozendé oder Yntajen-ne), Natahene, Salinero (Natagés), Tahuunde (Tá'huú'ndé), Teya, Trementina (Nementina), Tucubante, Tularosa Apaches, Vaquero (Querecho) sowie Siete-Ríos-Apaches.
Die mächtigen Comanche wurden von den verschiedenen Apache als „Feinde“ betrachtet; die Lipan Apache (Túntsańde, Tú hntsaańde – „Volk des großen Wassers, d. h. am Unterlauf des Rio Pecos“) bezeichneten diese daher als  'Inaatsii'įį und die Mescalero Apache als  'Indaa'tseńde, 'Indaa'tsee'ńde, Indaa'tse'õde, Indassene jeweils mit der Bedeutung „die Menschen, die den Weißen folgen“, d. h. „die Menschen, die den Feinden folgen“. Diese Stammesbezeichnung nimmt Bezug darauf, dass die Comanche erst im 18. Jahrhundert nach den Europäern, den ersten  'Inaa' bzw.  'Indaa' („Feinden“), als Gegner der Apache erschienen. Die Jicarilla Apache (Higaalí, Higaaléńde – eine Adaption des Spanischen „Jicarilla“) bezeichneten diese einfach als Indá und die per Vermittlung der Kiowa später mit den Comanche verbündeten Kiowa Apache (Plains Apache) (Kee'ditłéńde, Keeditłéńde – „das Volk mit klatschnassen Füßen“) ebenfalls als Idahi, was beides jeweils einfach „Feinde“ bedeutet.
Die Comanche hingegen bezeichneten insbesondere die Mescalero und Lipan Apache als Esikwita („graue Hintern, graue Scheiße“) – dies drückt die Verachtung und den Hass der Comanche gegenüber diesen beiden Apache-Gruppen aus. Allgemein bezeichneten die Comanche die meist in Bergen, Wüsten und Halbwüsten lebenden Apache als Tá'ashi, Taasi („umgeschlagen, aufgebunden“), da diese (mit Ausnahme der Kiowa Apache und einigen östlichen Bands der Mescalero, Jicarilla und Lipan) im Vergleich zu unter den Plains-Stämmen üblichen niedrigschaftigen Mokassins bis unter das Knie reichende Stiefel trugen, die vorne eine hochstehende Spitze zum Schutz vor Steinen und Dornen hatten. Die Kiowa Apache wurden daher meist als Nipanʉʉ („Östliche Apachen“) bezeichnet – heute jedoch meist als „Taasi“.
Die Arapaho (Jaa' hishgishńde – „das Volk, dessen Ohren abgeschnitten wurden“) bezeichneten die Apache einfach als Coo3o'/Cootho'  („Feinde“) oder da sie meist ihr Haar – im Gegensatz zu den Plains-Stämmen – mittels eines Stirnbands oder einer Bandana (Tsii' k'édee'sdisí – „das, was um den Kopf gewickelt wird“ bzw. aus dem Spanischen entlehnt bą́ą́'yu) zurückbanden und nicht Zopffrisuren trugen, als Teebe'eisi3i'/Teebe'eisithi'  („Jene, die ihre Haare glatt geschnitten haben und diese gerade herunter hängen“). Insbesondere die Südlichen Mescalero Bands trugen oftmals eine Art Turban.

## Gruppen der Mescalero
- Naa’dańde, Naa’dahéńde, Nadahéndé, Natahéndé („Mescal-Volk“) (spanische Adaption als Natagés, Aussprache: ‚Na-ta-hay‘, lebten zwischen Rio Grande und Pecos River in Zentral-New Mexico mit Lokalgruppen im südlichen und westlichen Llano Estacado (Staked Plains) im Osten New Mexicos sowie im südlichen Texas Panhandle sowie im Westen Texas und Norden Chihuahuas, Sammelbegriff zwischen 1726 und 1820 für die Faraónes-, Sierra Blanca- und Siete-Ríos-Apachen sowie ab 1745 für Mescalero-Apachen in der Region um El Paso (Tsé táhúú'áyá – „der Ort, an dem Felsen aus dem Wasser ragen [mit Bezug auf die nahen Franklin Mountains/Sierras de los Mansos im Nordwesten von El Paso]“) und den Organ Mountains (Tsé dee'zhayá, Tsé daadee'zhayá – „der Ort, an dem die Felsen zerklüftet sind“) und Salinero-Apachen entlang des Pecos River (damals Rio Salado bzw. Rio Natagés genannt), aber diese waren wahrscheinlich die gleiche Gruppe, die von den Spaniern und Apachen selbst oft als „echte Apachen“ bezeichnet wurde und im 18. Jahrhundert einen erheblichen Einfluss auf die Entscheidungsfindung einiger westlicher Lipan Apache Bands hatte. Nach 1749 wurde der Begriff „Natagés“ synonym mit „Mescalero“ verwendet; im späten 18. Jahrhundert ersetzte „Mescalero Apache“ diesen Begriff und wurde namensgebend für alle vormals separat erfassten Apache-Gruppen die nun alle als „Mescalero Apache Bands“ bezeichnet wurden.)
- Gułgahéńde, Gułgańde, auch: Guhlkahéndé, Guułgahénde („Das Volk  der Plains (Ebenen)“) (spanische Adaption als Cuelcajenne und später Llañeros, lebten zumeist östlich der Sacramento Mountains und des Pecos Rivers (Túntsé, Túntse – „Großes Wasser“) auf den High Plains in den Ebenen des östlichen New Mexico, des westlichen Texas und des östlichen Oklahoma; sie streiften vom Pecos Valley bis zum Texas Panhandle, zwischen Amarillo, Tucumcari, Lubbock und dem Llano Estacado (Staked Plains) (Bighą́ą́' gułgayá – „Gipfel in der Ebene“, „der Ort, an dem sich auf seinem Gipfel flaches, offenes Land befindet“), entlang der Sandia Mountains und Tijeras Mountains westlich bis nach Santa Fe (Yuu'túyá – „der Ort des Perlenwassers, d. h. der Quelle in den nahen Bergen“), vom Nogal Canyon (Tú nuugaa'yá3 – „der Ort, an dem Wasser fällt“) nördlich bis nach Las Vegas, von den Organ Mountains östlich bis nach El Paso, in Oklahoma hatten sie per Heirat verwandtschaftliche Kontakte zu den sonst feindlich gesinnten Comanche)
- Dziłí naańde, Dziłí naahńde, Tsilnihéndé („Volk am Berghang“, „Menschen, die am Rande der Berge leben“), auch Dzithinahndé (spanische Adaption als Chilpaines, lebten in den Bergen westlich und südlich des Pecos River bis ins nördliche Chihuahua und Coahuila im Norden Mexikos.)
- Ch'ilaańde, Jilaa'éńde („Das Volk der Antilope“), auch Tslahahéndé (lebten in den Bergen und der nördlichen Chihuahua-Wüste in Zentral- und Süd-New Mexico zwischen dem Pecos River und Rio Grande (Tú 'ii'chiidí, Túíchiidí – „Wasser in der Farbe von rotem Ocker“), einschließlich des Tularosa Basins zwischen den Sacramento Mountains und Otero Mountains im Osten, den San Andres Mountains und Oscura Mountains im Westen, der Chupadera Mesa im Norden sowie der Franklin Mountains und Hueco Mountains im Süden, die Hueco Tanks (Tsé k'eda'guu'shchíyá/tsé k'e.da'  – „der Ort, an dem sie auf Felsen zeichneten/schrieben“) sowie das bekannte White Sands National Monument (Séí łigayá, Séí hígayá – „der Ort, an dem es weißen Sand gibt“) befinden sich auf ihrem ehemaligen Territorium.)
- Nii't'ahéńde, Niit'ahéńde, Nit'ahéndé, Niit’ahénde („Volk auf der Seite des Landes/der Erde“, „Volk am Rande der Erde“) (im Englischen als Sacramento Mountains Mescaleros bezeichnet, lebten in den Sacramento Mountains in New Mexico und den Guadalupe Mountains im Südwesten von Texas und wanderten ostwärts bis zum Pecos River, ihre im 19. Jhd. bedeutendste Lokalgruppe lebte in der Sierra Blanca (auch: White Mountains), eine weitere bedeutende Lokalgruppe lebte in den Capitan Mountains im Norden der Sacramento Mountains.)
- Tséichíńde, Tsehitcihéndé („Das Volk von Red Rock (d.h. Guadalupe Gipfel), der Ort, an dem das Gestein die Farbe des roten Ockers hat“ bzw. „Volk vom Ort des Felsnasen (d.h. Guadalupe Gipfel)“, wiedergeben als „Volk der Guadalupe Mountains“) (im Englischen daher oftmals Guadalupe Mountains Mescaleros genannt; bezeichnete mehrere Lokalgruppen in den Guadalupe Mountains, den angrenzenden Südlichen Plains im Südwesten von Texas sowie im Norden von Coahuila und Chihuahua, die Guadalupe Mountains und Carlsbad-Caverns-Nationalparks befinden sich auf ihrem ehemaligen Territorium)
- Tsébikįnéńde, Tsebekinéndé („Volk der Felsen(stein)häuser“) oder Limpia Mescaleros (hatten ihr Zentrum um Corralitos (Tsé bee kįį'yá, Tsé bee kįyá – „der Ort, an dem Häuser aus Fels(stein)en gebaut werden“) nahe Nuevo Casas Grandes im Nordwesten von Chihuahua, ihr als Tsé bikįnéńde bikéé'yaa'yá („Heimat des Felsenhauses“, „Heimat des Volkes der Fels(stein)häuser“) bezeichnetes Territorium erstreckte sich größtenteils östlich der Sierra Madre bis zum Rio Grande im Norden von Chihuahua und südlich der Guadalupe Mountains im Süden von New Mexico; streiften jedoch im Norden bis in die Sacramento Mountains und im Süden bis nach Chihuahua-Stadt (Jąą'é łą́yá, Ją́'é łą́yá – „der Ort, an dem es viele Esel/Mulis gibt“) sowie beiderseits des Rio Grande zwischen El Paso und Presidio del Norte, waren aber auch in den Guadelupe und Davis Mountains (auch: Limpia Mountains) anzutreffen, teilten sich rund um Corralitos, Nuevo Casas Grandes und Agua Nuevas überlappende Gebiete mit der Carrizaleños-Lokalgruppe der Nednhi Band der Chiricahua Apache, beide Gruppen wurden unterschiedslos von Spaniern, Mexikanern und Amerikanern oft als Agua Nuevas („Neue Gewässer“) oder Norteños („die Nördlichen“) bezeichnet)
- Chishéńde, Chishhéńde („das Volk des Holzes“, „das Waldvolk“), Chisos Apaches, Chinati Apaches oder Rio Grande Apaches (eine Band der Southern Mescalero mit mehreren Lokalgruppen in den Davis Mountains (auch: Limpia Mountains), Chisos Mountains und Chinati Mountains (Ch'íná'itíh – „Tor oder Bergpass“) im Big Bend-Gebiet im Südwesten von Texas sowie in der angrenzenden Sierra del Carmen (auch: Sierra Maderas del Carmen) in Coahuila und der Sierra Alamos in Chihuahua nördlich der Bolsón de Mapimí, der heutige Big-Bend-Nationalpark sowie die mexikanischen Naturparks Maderas del Carmen und Cañon de Santa Elena befinden sich auf ihrem ehemaligen Territorium)
- Túntsańde, Tú hntsaańde, Túntsande, Tuintsundé („Volk des großen Wassers, d. h. am Unterlauf des Rio Pecos“) (ursprünglich die Kónitsąąhı̨̨̱́́, Kónitsąą, Kónitsąą-hı̨́ı̨́ Band der Lipan Apache sowie anderer versprengter einstiger Bands der Lipanes de Abajo, hatten diese bereits früher im Süden Zentral-Texas' und im Norden Coahuilas zusammen mit Bands der Südlichen Mescalero campiert, gejagt und gemeinsame Raubzüge unternommen, schlossen sich nach starken Verlusten den Mescalero an und bildeten ab ca. 1850 nun als „Túntsańde“ eine Mescalero-Band – ihr Territorium wurde fortan Tú hntsaańde bikéé'yaa'yá, Túntsáńde bikéé'yaa'yá, Tú hntsaańde bikéé'yaa'á („Heimat des Volks des großen Wassers“) genannt; zudem war der Begriff „Túntsańde“ auch ein Sammelbegriff für alle Lipan Apache Bands.)
- Tú'édįnéńde, Tú 'édįnéńde, auch: Tuetinini („Volk ohne Wasser“) (ursprünglich eine Band der Lipan Apache, die sich als Twid Ndé („Zähes, toughes Volk der Wüste“) bzw. Tú’é'diné Ndé („Volk ohne Wasser“) bezeichneten, da sie von ihrem ursprünglichen Gebiet in den Gulf Coastal Plains nordwärts zogen, um zwischen dem Rio Pecos und Rio Grande nahe deren Zusammenfluss (Tú 'iłeen't'įyá – „der Ort, an dem Wasser zusammenkommt“) in den Bergen und kargen Hochebenen im Süden von Texas und Norden Mexikos Zuflucht zu suchen und in ihrem als Tú 'édįnéńde bikéé'yaa'yá, Tú 'édįnéńde bikéé'yaa'á („Heimat des Volks ohne Wasser“) bezeichnetes Territorium oftmals nur von Wasser lebten, das in kleinen Felslöchern der Berge oder in Yucca-Pflanzen gespeichert war, dort gingen sie oft Mischehen mit benachbarten Mescalero-Bands ein und verschmolzen später nach harten Kämpfen und schweren Verlusten mit Bands der Südlichen Mescalero; die Lipan Apache der Kónitsąąhı̨̨̱́́, Kónitsąą, Kónitsąą-hı̨́ı̨́ Band („Volk des großen Wassers, d. h. am Unterlauf des Pecos Rivers“) sind manchmal recht kritisch gegenüber den Twid Ndé/Tú’é'diné Ndé wegen ihrer Mischehen mit den Mescalero und klassifizieren sie daher als eine Mescalero, teilweise Mescalero bzw. gemischte Mescalero-Lipan-Band.)

## Wohngebiet
Ursprünglich bewegten sich die verschiedenen Gruppen der Mescalero vom Rio Grande im Westen ostwärts bis zum Pecos River Valley einschließlich des Llano Estacado (engl. Staked Plains) in West- und Südwest-Texas, von Santa Fe im Nordwesten und dem Texas Panhandle im Nordosten südwärts beiderseits des Rio Grande und entlang des Río Conchos-Tals im Norden der späteren mexikanischen Provinzen Chihuahua und Coahuila. Die landschaftliche Vielfalt dieses Territoriums dokumentieren die bis zu 4000 Meter hohen Berge der Sacramento und San Andres Mountains mit bewässerten und geschützten Tälern in New Mexico, umgeben von ariden Halbwüsten und Hochebenen der Chihuahua-Wüste (einschließlich des White Sands National Monument) im Süden, den tiefen Schluchten und Canyons und Bergen des Trans-Pecos (einschließlich des Big-Bend-Nationalparks) in Südwest-Texas sowie den weiten Ebenen der angrenzenden Südlichen Plains im Westen von Texas. Einer ihrer wichtigsten Versammlungsorte war Daagułideyá („Wo es viel Rauch gibt“ bzw. „der Ort, an dem es viel Rauch gibt [von vielen Tipis oder Wickiups kommen]“) wo sich viele Mescalero Apache Bands versammelten. Er befindet sich im südlichen Teil ihres Stammesgebietes in der Sierra Ahumada im Norden von Chihuahua, ca. 100 Kilometer SSW von Ciudad Juarez, Mexiko.
Da jede Mescalero-Gruppe das Recht hatte, in Notzeiten die Ressourcen an Wildtieren und Pflanzen der benachbarten Gruppen zu nutzen, fühlten sich die verschiedenen Mescaleros in jeder Umgebung ihres Stammesgebietes gleich zu Hause. Daher war es nicht ungewöhnlich, dass einzelne Gruppen für die Jagd sowie für Kriegs- und Raubzüge riesige Distanzen zurücklegten. Ihre Heimat nannten sie Indeislun Nakah (‘People, forming a group, when they are there’, ‘place where people get together’).
Als viele Gruppen der Plains Mescalero durch die feindlichen Comanche aus den Südlichen Plains entlang des Colorado River und Concho River von Nord- und Zentral-Texas zwischen 1700 und 1750 vertrieben wurden, zogen sich diese zu ihren Verwandten in die Berge und Canyons von New Mexico, West-Texas und Coahuila und Chihuahua in Mexiko zurück. Einige Gruppen der Southern Mescaleros, zusammen mit ebenfalls fliehenden Lipan Apache, zogen noch weiter südwärts bis in die Bolsón de Mapimí, und streiften zwischen dem Río Nazas im Süden von Chihuahua, nordwärts entlang des Río Conchos bis zum Rio Grande im Norden.
Innerhalb ihres weiten Stammesgebietes lagen vier den Mescalero heilige Berggipfel – der Guadalupe Peak (Tsé 'ichíyá, Tséichíyá, Tséíchíyá – „der Ort, an dem das Gestein die Farbe des roten Ockers hat“, auch El Capitan Peak/Signal Peak, 2.667 m, höchster Berg der Guadalupe Mountains in Texas), Salinas Peak (2.733 m, höchster Berg der Dził hń'áí – „sie sind in einer Reihe, sie sind ausgerichtet (wie Berge in einer Reihe ausgerichtet sein können)“ genannten San Andres Mountains (im südlichen Zentral-New Mexico), Capitan Peak (Dził łizhįní – „Schwarzer Berg“)  (Teil der ebenfalls Dził łizhįyá – „schwarze Berge“ genannten Capitan Mountains im südlichen Zentral-New Mexico; auch als Dził nan'guyá – „der Ort, an dem die Berge seitwärts liegen“ bezeichnet) und San Augustin Peak (2.143 m, zweithöchster Gipfel der San Augustin Mountains im südlichen New Mexico) – die geographisch das Kernland einfassen, aber für die Mescalero ihre besondere Bedeutung durch ihren Bezug zu ihrer Kosmologie und Mythologie bekommen. Auf der Homepage des heutigen Mescalero Apache Tribe werden jedoch folgende heilige Berge genannt: Sierra Blanca Peak (White Peak) (Dziłgais'ą́ní, Dziłgai si'ą́ní – „weißer Berg“, mit 3.652 m höchster Berg der Sierra Blanca im Süden New-Mexicos), dem Guadalupe Peak, die drei Berge der „Tres Hermanas (Three Sisters Mountains) Formation“ (Dził táí'  – „Drei Schwestern Berge“) im Südwesten von New Mexico) sowie der Oscura Peak (Dził dighįní – „heiliger Berg“, auch als Salinas Peak bekannt, mit 2.629 m höchster Berg der Oscura Mountains in New Mexico).
Heute leben die Mescalero überwiegend von der Holzwirtschaft und von Kasinobetrieb im 1940 km² großen Mescalero Apache Reservation bei Ruidoso nordwestlich der Stadt Alamogordo im Süden New Mexicos. Zur Zeit des ersten Kontakts mit den Spaniern bewohnte die Hauptgruppe die Sierra Blanca Mountains nördlich ihres jetzigen Reservats.

## Lebensweise

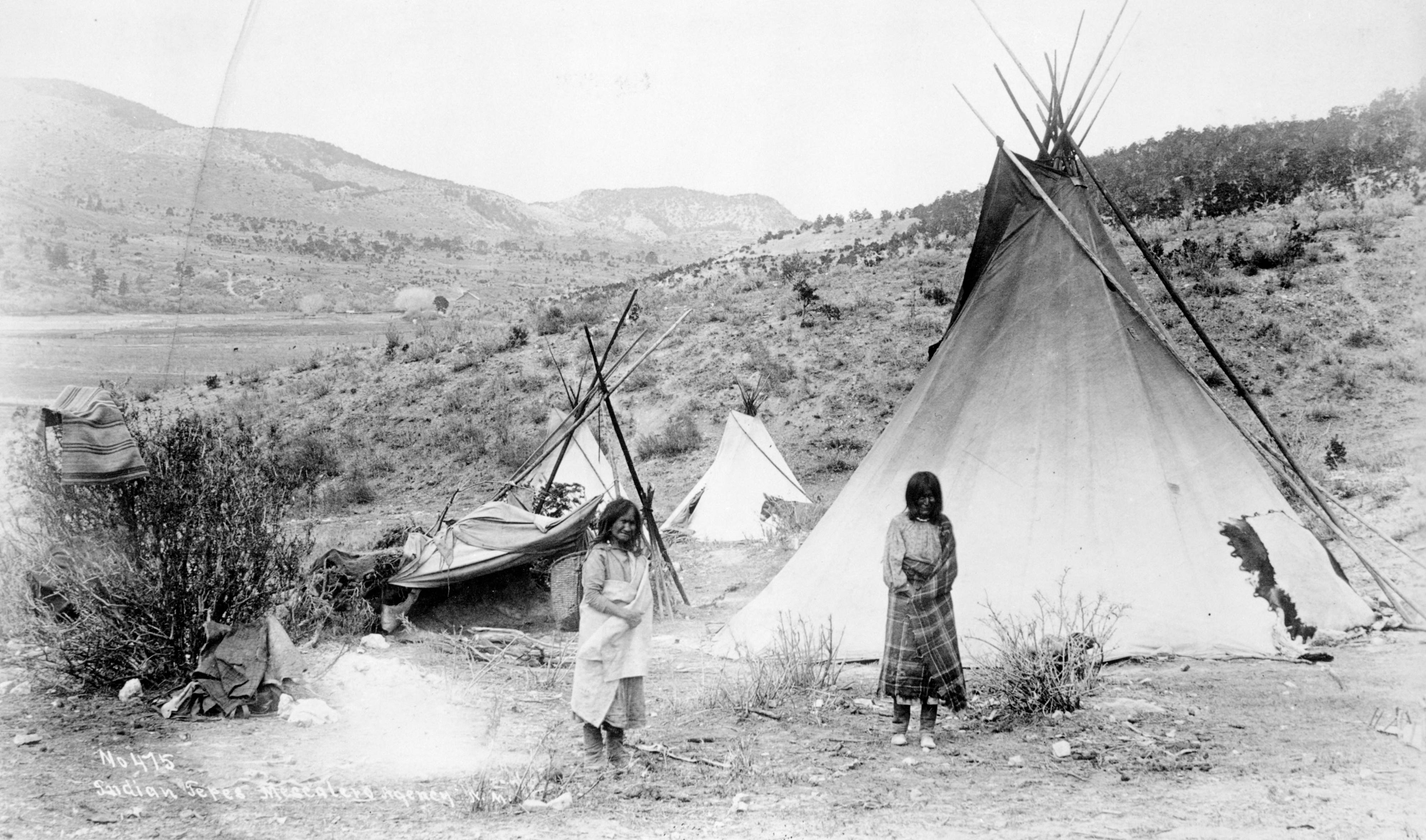
Mescalero-Tipis.

Während des Sommers lebten die Mescalero in den Bergen und wechselten dabei des Öfteren ihr Lager auf der Suche nach Wild (besonders Antilopen, Pekaris, anderem Kleinwild, sowie Vögeln) und Wildpflanzen. Im Winter zogen sie von den Bergen in die Täler und die wärmeren Wüstenregionen im Süden ihres Stammesgebietes, das besonders mescalreich war. Die östlichen Gruppen der Mescalero – das Texas Panhandle, die westlichen Gebiete des Llano Estacado (= Staked Plains) sowie das Trans-Pecos-Gebiet im Südwesten von Texas bewohnend – lebten neben dem Sammeln von Wildpflanzen, der Jagd nach Wild, zudem besonders von der Bisonjagd. Fester Bestandteil der saisonalen Wanderungen der westlichen und südlichen Gruppen in den Berg- und Wüstenregionen war die jährliche Bisonjagd auf den Südlichen Plains. Hierbei kam es, besonders zwischen 1700 und 1830, zu heftigen Kämpfen mit den Comanchen, die dieses Terrain als Teil der Comancheria beanspruchten. Dabei benutzten die Apache, vor der Einführung des Pferdes, Hunde als Packtiere.
Die westlichen und südlichen Gruppen der Mescalero, die in den Bergen, wüstenhaftigen Hochebenen Mexicos sowie in den Trockentälern wohnten, nutzten als Behausung im Winter das kuppelförmige, strohgedeckte Wickiup (gowah, kowa) und im Sommer oftmals nur einen aus einzelnen Zweigen bestehenden Windschutz (span. ramada). Die östlichen Bison-jagenden Mescalero, meistens Guhlkahéndé und Nadahéndé, übernahmen auch einige Elemente der Plainsindianer-Kultur, zum Beispiel das Tipi, den Kriegs- und Siegestanz sowie die vermehrte Nutzung des Pferdes. Oft fanden sich Wickiups und Tipis bunt gemischt in einer rancheria der Mescalero, je nach Vorliebe und familiären Hintergrund der Bewohner.

## Sozio-Politische Organisation
Wie andere Gruppen der Apachen waren die Mescalero nicht zentralistisch organisiert. Die höchste organisatorische Einheit war die Gruppe (engl. Band), die sich in der Regel in kleinere Lokalgruppen (engl. local bands) unterteilte. Die Lokalgruppe wiederum bestand aus mehreren matrilokalen Großfamilien (sog. gotah). In einer Bande war jedes Mitglied mit den meisten, wenn nicht mit allen anderen verwandt. Die gotah bestand wiederum aus mehreren eine rancheria bildenden kowa (Wickiups oder Tipis) einzelner Familien.
Besonders im Winter oder zur Organisation einer Jagd, des Sammelns, der Verarbeitung und Haltbarmachung von Beeren und Wildpflanzen sowie aus kulturellen und religiösen Anlässen kamen Lokalgruppen zusammen. Kriegszüge wurden meistens von Lokalgruppen oder sogar der ganzen Bande unternommen, diese konnten oft zwischen 100 und 200 Krieger umfassen. Raubzüge wurden, im Gegensatz zu den Kriegszügen, nur von einer oder mehreren gotah (Großfamilie) organisiert und bestanden meist nur aus 10 bis 30 Kriegern.
Da die Wüsten, Halbwüsten und Berge große Bevölkerungen nicht lange ernähren konnten, war die politische Organisation der westlichen Mescalero mehr auf die gotah und die Lokalgruppe beschränkt, und die Bande mehr eine kulturelle sowie geographische Einheit. Die östlich auf den Plains lebenden Mescalero hingegen hielten sich große Pferdeherden und hatten ein großes Angebot an Nahrungsmitteln (Bison, Antilopen), die auch verarbeitet und haltbar gemacht werden mussten. Die Jagd auf den Plains benötigte zwar mehr Menschen, um diese durchführen zu können, ernährte jedoch gleichzeitig mehr Menschen. Da die Plains offen und weit waren und keine Täler oder Bergketten zum Verstecken von Familien und Pferdeherden sowie den Vorräten boten, mussten sich die östlichen Mescalero meistens in größeren Lokalgruppen organisieren, um gegen ihre vielen indianischen sowie weißen Feinde geschützt zu sein.

## Unterscheidung zwischen Kriegs- und Raubzügen

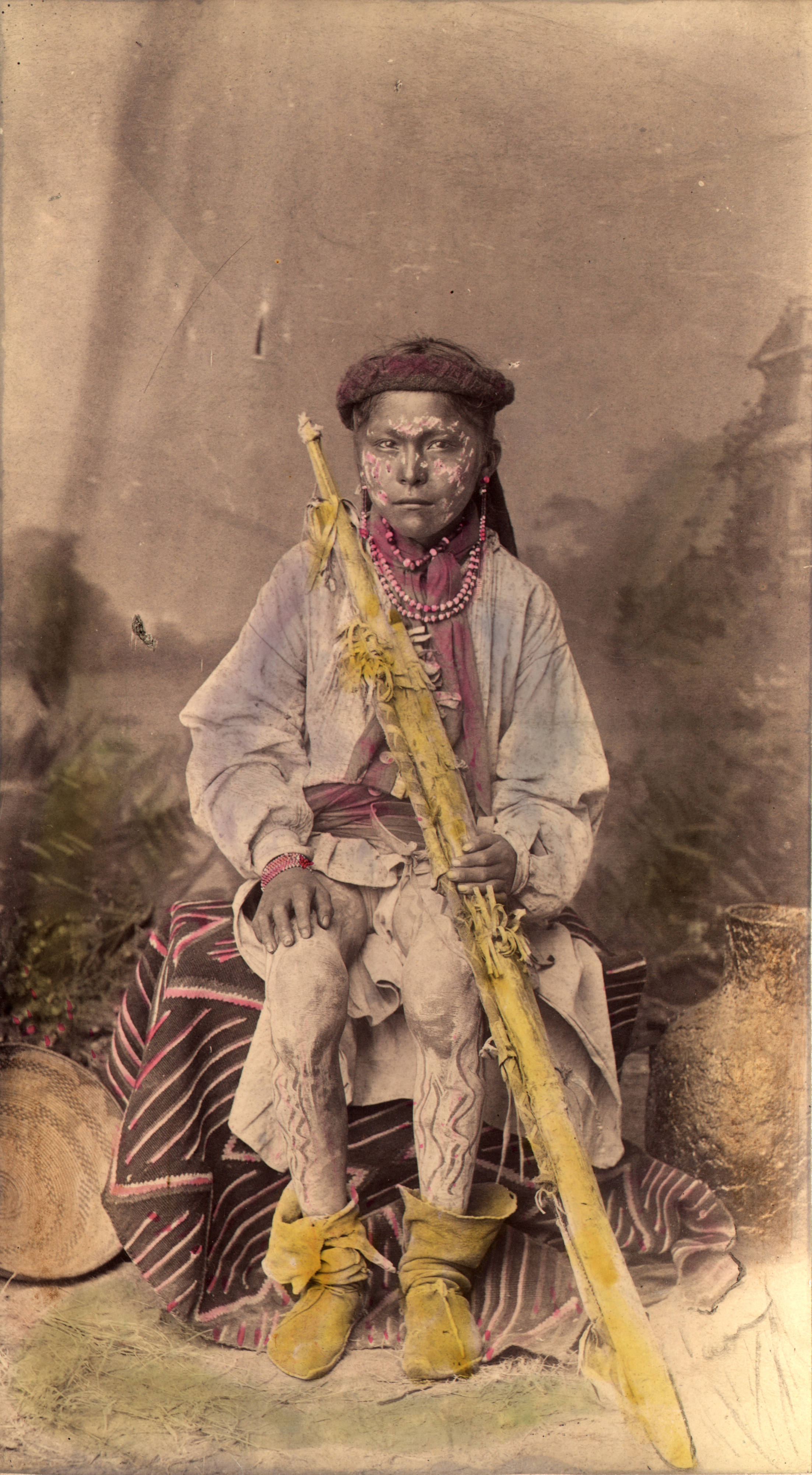
Studio-Porträt eines Mescalero-Apache-Knaben, der mit den Stammesfarben bemalt ist, einen Köcher hält, die typisch hohen Apache-Stiefel sowie ein langes Hemd, Lendenschurz (breechcloth oder breechclout), Kopftuch, Halstuch sowie Ohrringe trägt. Ein Korb, Topf, eine gewebte Decke sowie ein gemalter Hintergrund dienen als Requisiten.

Kriegszüge (bei den Apache to take death from an enemy genannt) wurden unternommen, um Rache und Vergeltung für getötete Mescalero zu üben. Ziel war es, möglichst viele Feinde zu töten und Gefangene zu machen. Erwachsene männliche Gefangene wurden im Lager den trauernden Mescalero-Frauen zur Folterung und Tötung übergeben. Kinder bis zu einem Alter von fünf oder sechs Jahren wurden meistens von Familien adoptiert, die ihrerseits Verwandte verloren hatten. Gefangene Frauen wurden oft zu Sklaven und mussten die niederen Arbeiten in der rancheria verrichten. Skalps wurden, wenn überhaupt, äußerst selten genommen, und dann meistens nur ein einziger. Auch Verstümmelung von getöteten Feinden, wie häufig von Spaniern, Mexikanern und Amerikanern behauptet, war allen Apache zuerst fremd, da diese extreme Angst vor Berührung der Toten hatten. Erst als die gegenseitige Gewalt immer mehr zunahm, fingen auch die Apache an, die getöteten Feinde mit Lanzen, Pfeilen und Messern zu verstümmeln.
Dagegen wurden Raubzüge (engl. raid, bei den Apache to search out enemy property genannt) organisiert, um Handelsgüter, Pferde, Schafe, Ziegen, Lebensmittel (Mais, Weizen, Bohnen) sowie andere benötigte Artikel, die zum Überleben wichtig waren, zu erlangen. Meistens waren angesehene ältere Frauen (sog. women chiefs) verantwortlich, die Krieger dazu aufzurufen, die Raubzüge zu unternehmen, um durch den harten Winter zu kommen. Hauptziel war es hierbei, möglichst unbemerkt vom Feind und ohne Verluste so viele Güter und Herden wie möglich zu stehlen. Von diesen kleinen Kriegertrupps wurden hierbei oft große Herden von Vieh gestohlen und ohne Pause nach Norden in die Apacheria zurückgetrieben. Die Anzahl der an den Raubzügen beteiligten Krieger (meistens 10 bis 30) erscheint klein und daher die Klagen und Meldungen über den Terror der Apache gegenüber Indianern und Weißen übertrieben. Jedoch unternahmen jedes Jahr mehrere Hundert Krieger der Apache, in kleinen Gruppen organisiert, aus den Plains und den Bergen der Apacheria heraus, vom Colorado River im Westen bis nach San Antonio und der texanischen Golfküste im Osten, von Santa Fe im Norden bis tief nach Neuspanien/Mexiko im Süden, mehrere hundert Raubzüge. Wurden bei diesen Raubzügen Krieger getötet, wurden als Vergeltung schnellstmöglich danach ein Kriegszug als Reaktion unternommen, sodass über die ganze spanisch-mexikanische Nordgrenze immer Raub- oder Kriegstrupps der Apache (und später der Comanche, Kiowa und Kiowa-Apache) unterwegs waren. Ein besonders gefürchteter Teil des Camino Real zwischen Santa Fe und Chihuahua war die Jornada del Muerto („Tagesreise eines Toten“), eine 90 Meilen lange Abkürzung quer durch die Wüste, auf der sehr viele Menschen durch die Mescalero beraubt, getötet oder verschleppt wurden.

## Geschichte

### Erste Kontakte in Neuspanien (16. und 17. Jahrhundert)
Die ersten Kontakte zu spanischen Konquistadoren waren friedlicher Art, doch die Besiedlung des indianischen Landes durch Kolonisten änderte dieses Verhalten. Die Spanier tolerierten, dass einige ihrer Landsleute unter den Mescalero Sklaven nahmen. Die Mescalero ihrerseits übten sich im Guerillakampf. Sie überfielen in blitzartigen Aktionen die spanischen Ansiedlungen, um sich danach ebenso schnell in ihre Bergverstecke oder in die Weiten der Plains zurückzuziehen.
In den späten 1680er Jahren stellten die Mescalero eine ernsthafte Bedrohung der spanischen Siedlungen dar. Die Spanier trauten sich nur noch bewaffnet auf ihre Felder, kleinere Siedlungen wurden aufgegeben, mehrere Pueblos wurden so oft geplündert, dass sie verlassen werden mussten. Ganze Viehherden, Felder und Haziendas sowie Ranchos wurden gestohlen und niedergebrannt, so dass die Spanier Mexiko-Stadt um Ersatz für Viehherden und um neue Siedler baten. Die Mescalero hatten sich inzwischen zu geschickten und kühnen Pferdedieben entwickelt, da sie diese für ihre Raub- und Kriegszüge gegen die Spanier und die texanischen Indianer, wie die Caddo und Wichita, benötigten, zudem hatten sie eine besondere Vorliebe für Pferdefleisch entwickelt. Der Pferderaub und der hieraus entstandene Pferdemangel in den Presidios und den Siedlungen war besonders schlimm, da dieser verhinderte, die Mescalero erfolgreich verfolgen zu können. Ihre Raubzüge dehnten sie immer weiter nach Süden aus, bis in die heutigen mexikanischen Staaten Durango, Tamaulipas, Zacatecas und Sinaloa, um die reichere Beute versprechenden Ansiedlungen zu berauben. Besonders hart litten Chihuahua und Coahuila unter den ständigen Angriffen der Mescalero.
Auf diese Weise gelang es ihnen, dem spanischen Einfluss über hundert Jahre lang weitgehend zu widerstehen.

### Spanisch-indianische Bündnisse und Kriege gegen die Mescalero (18. Jahrhundert)
Im Juli 1786 erlangten die Attacken der Mescalero einen vorläufigen Höhepunkt in einem Raubzug mehrerer Hundert Krieger tief nach Neuspanien hinein in die Nähe von Mexiko-Stadt und Guadalajara in Jalisco, hierbei zerstörten sie die Siedlungen Sabana Grand und Grunidora mit beispielloser Grausamkeit.
Die Spanier waren gezwungen, etwas gegen die verschiedenen Apache-Gruppen sowie gegen die anderen raubenden Indianer zu unternehmen, und entschieden sich, die Stämme gegeneinander auszuspielen und aufeinander zu hetzen.
1786 besiegten die Spanier zusammen mit Ute, Pueblo und Jicarilla mehrere mächtige westliche Comanche-Banden und zwangen diese, zusammen mit den Diné in eine Allianz gegen die Westlichen Apachen, Chiricahua sowie Mescalero einzutreten. Die östlichen Comanche-Banden schlossen in Kenntnis des Bündnisses ihrer westlichen Verwandten zusammen mit ihren Verbündeten (Wichita, Tonkawa, Caddo u. a.) in San Antonio ein Bündnis mit den Spaniern und deren Verbündeten, um die Mescalero und besonders die Lipan zu bekämpfen. Ausgestattet mit spanischer Logistik, spanischen Waffen, spanischen Karten sowie Zugang zu spanischen Märkten und Geschenken, machten die Comanche unerbittlich Jagd auf jeden Apachen, den sie finden konnten. Zudem wurden jedem Comanche für ein Paar abgeschnittene Apache-Ohren oder Skalps Prämien gezahlt. Für einen Skalp eines Apache-Kriegers (ab 14 Jahre) bekam man 100 Pesos, für den einer Frau 50 Pesos und für den eines Kindes 25 Pesos (später wurden die Prämien nochmals erhöht). Die Prämien (Chihuahua und Sonora zahlten in einem Jahr einmal mehrere Tausend Pesos an Prämien für Apache-Trophäen allein an die Comanche) waren neben der Presidio-Linie südlich der Apacheria und den indianischen Hilfstruppen eine anerkannte Waffe im Kampf gegen die Apache seitens der Spanier und Mexikaner. Die zu den Oberen Pima zählenden Tohono O’Odham und Akimel O’Odham, Opata, Comanche sowie Tarahumara waren bekannt für ihre zuverlässigen Dienste im Kampf gegen die Apache und wurden oft erst nach Vorlage eines Skalps, eines Paars Ohren oder Händen von Apache bezahlt.
In erbitterten Kämpfen vertrieben die Spanier zwischen 1787 und 1789 mit tatkräftiger Unterstützung von Tarahumara und Comanche die südlichsten Gruppen der Mescalero aus der Mapimi (Wüste) (auch Bolsón de Mapimi genannt) nach Norden in die Plains von Texas, direkt in die Arme dort wartender Comanche, die nach spanischen Quellen mehr als 300 Mescalero töteten. Nach dieser schweren Niederlage wurden die Reste der südlichen Mescalero in eine Allianz gegen ihre stammesverwandten und engen Verbündeten, die Lipan, gezwungen.
1790 gelang es den Spaniern mit Hilfe von Mescalero- und Tonkawa-Scouts und den Comanche, die Lipan im Uvalde-Canyon vernichtend zu schlagen. Hierdurch war die einstige Macht und Bedeutung der Lipan auf den Südlichen Plains von Texas beendet. Zudem waren die Lipan sowie die Mescalero durch mehrere Pocken-Epidemien geschwächt und von allen Seiten von ihren spanischen und indianischen Feinden bedrängt.

### Kurzer, unsicherer Friede
Die Lipan mussten nun endgültig das Edwards Plateau (nunmehriges Gebiet der Penateka Comanche) räumen, hatten keinen direkten Zugang mehr zu ihren einstigen Bisonjagdgründen und waren entweder zum Hungern oder zum Raub verurteilt, um zu überleben. Den sich ergebenden Mescalero-Gruppen war durch das Bündnis mit den Comanche und ihre Verwundbarkeit durch ihre nun festen Siedlungen so wie den Lipan die Jagd auf den Plains nicht mehr möglich. Deshalb und durch das Versprechen, ihnen Nahrungsmittel zu liefern sowie sie nicht ihren mit den Spaniern verbündeten Feinden auszuliefern, verhielten sich die südlichen Mescalero sowie die Lipan für mehrere Jahre friedlich, beendeten ihre Raubzüge weitgehend und schlossen Friedensverträge.

### Wiederaufnahme der Raubzüge (ab 1810)
Der relative Frieden dauerte bis 1810, als die Mexikaner die Kontrolle über das Gebiet während des Unabhängigkeitskrieges gegen Spanien (1810–1821) übernahmen. Sie hatten finanzielle Probleme und stellten die Lieferung von Lebensmitteln ein. Alsbald nahmen die Mescalero ihre alte Lebensweise wieder auf und überfielen erneut die Siedlungen am Rio Grande sowie tief in Mexiko. Bald hatten sie ihre Vormachtstellung in der Bolsón de Mapimi sowie in ihren mexikanischen Siedlungsgebieten wiederhergestellt. Da Mexiko nicht über die finanziellen und personellen Mittel wie das Vizekönigtum Neuspanien verfügte, mussten die Presidios mit immer weniger und schlechter ausgestatteten Soldaten die Nordgrenze sowie das Hinterland gegen die einfallenden Apache verteidigen.
Zudem waren die Comanche nicht mehr bereit, Hilfstruppen gegen die Apache zur Verfügung zu stellen, da sie durchaus die Schwäche der Mexikaner bemerkt hatten, und unternahmen nun ihrerseits brutale Raubzüge. Dabei bildete der Rio Conchos eine virtuelle Linie, östlich derer die Comanche, einige Mescalero und die Lipan raubten. Westlich vom Rio Conchos raubten Mescalero, Chiricahua und Westliche Apache.
Bereits in den 1830ern berichteten Mexikaner, dass sich Mescalero (wahrscheinlich Guhlkahéndé) manchmal mit Comanche und Kiowa zusammenfanden, um in Mexiko gemeinsame Raubzüge zu unternehmen.
1846 vermittelten Kiowa und Banden der südlichen Comanche in einer großen Zusammenkunft einen dauerhaften Frieden zwischen Mescalero und Comanche. Die Lipan ihrerseits hatten seit 1811 größtenteils friedliche Kontakte zu den Comanche aufgebaut. Somit konnten die Comanche, ungestört durch die dauernden Überfälle der Mescalero und Lipan, auf ihrem berühmt-berüchtigten Comanche War Trail (auch Comanche Plunder Trail), der mitten durch die Apacheria führte, nach Süden auf Raub ausziehen und ihre Beute sicher nach Norden heim bringen. Der Friede stellte den Comanche das enorme, in vielen Raids übernommene Wissen der Mescalero über Nordmexiko zur Verfügung und führte so sogar zu gemeinsam unternommenen Raub- und Kriegszügen, wobei die Apache oft als „Scouts“ dienten.
In den 1840ern (besonders im Mexikanisch-Amerikanischen Krieg) waren diese Plünderungen für den Norden Mexikos so gravierend, dass ganze Regionen aufgegeben werden mussten, tausende Menschen getötet oder verschleppt sowie tausende Stück Vieh gestohlen wurden. Einzelne Provinzen schlossen mit einzelnen Gruppen der Apache Friedensverträge und erlaubten ihnen, auf ihrem Gebiet ihr Raubgut zu verkaufen, während sie wiederum andere Apache bekämpften. So konnte es sein, dass eine Mescalero-Bande mit Coahuila in Frieden lebte, Chihuahua ausplünderte und die geraubten Güter in Coahuila verkaufen konnte. Manche Hacienderos hatten extra markiertes Vieh, das die Apache „rauben“ durften. Oder sie erhöhten ihren Viehbestand, so dass immer genug nach einem Raub übrig blieb, um den Bestand fortführen zu können.
In den 1850er Jahren erlebten die Plünderungen in Mexiko durch Apache, Comanche, Kiowa und Kiowa-Apache ihren Höhepunkt, niemals waren so viele Krieger unterwegs noch wurden zuvor solch weite Strecken zurückgelegt.

### Auseinandersetzung mit den USA (ab 1853)
Nach der Übernahme des Territoriums New Mexico durch die Vereinigten Staaten (1853) gab es in den 1850er Jahren Versuche, die Übergriffe der Apache zu beenden oder zumindest einzuschränken. In Verträgen zwischen beiden Parteien wurden dauerhafter Frieden und erneute Nahrungsmittel-Lieferungen vereinbart, diese aber niemals offiziell ratifiziert. Nach Ausbleiben der Lieferungen erfolgten neue Überfälle und die US-Regierung sah sich gezwungen, Fort Davis und Fort Stanton im südlichen New Mexico und Texas zu errichten, um die weißen Siedler zu schützen.

#### Internierung in Reservationen
Nach einer erfolgreichen militärischen Aktion der US-Truppen im Jahre 1855 ersuchten die in New Mexico lebenden Banden der Mescalero um Frieden und unterzeichneten einen Vertrag, in dem sie zustimmten, ein Reservat bei Fort Stanton zu beziehen. Das Experiment war nur von kurzer Dauer, als Rache suchende Mexikaner die dort lebenden friedlichen Mescalero überfielen. Als General James Carleton mit Hilfe Kit Carsons 1862 schließlich die ausgehungerten Mescalero in einer neun Monate langen Strafexpedition unterwarf, ließ er etwa 500 Stammesangehörige in das Reservat Bosque Redondo nahe Fort Sumner bringen. Viele Mescalero-Krieger dienten fortan der US-Armee auch als Scouts, um noch frei umherziehende und kämpfende Apache aufzuspüren und zu bekämpfen.
Die im etwa 65 km² großen Reservat Bosque Redondo lebenden Mescalero mussten den Platz mit etwa 9000 Diné teilen. Alle Bewohner litten große Not; Dürre vernichtete ihre Ernte, dazu kamen Krankheiten, fast ungenießbares, Alkali-haltiges Wasser, unfruchtbares und baumloses Land. Die unwürdigen Bedingungen führten zu heftigen Streitigkeiten zwischen Mescalero und Diné, so dass es viele Tote zu beklagen gab.
Nach zwei Jahren hielten es die Mescalero, die Freizügigkeit gewohnt waren, nicht mehr im engen Reservat aus und flohen in ihr altes Land zurück. Dort blieben sie fünf Jahre lang und verhandelten mit der Regierung, um ein neues Reservat zu bekommen. Im Jahre 1873 erhielten sie auf ihrem ehemaligen Stammesgebiet zwischen dem Pecos River im Osten und den Sacramento Mountains im Westen ein neues Reservat, das auf Forderung der benachbarten Weißen noch einige Male verändert wurde. In den ersten Jahren waren die Bedingungen dort kaum besser als in Bosque Redondo. Die Pocken wüteten weiter, die Lebensmittel waren knapp und es gab Ärger mit weißen Siedlern.
Die Verzweiflung, Ohnmacht und auch Langeweile sowie die Sehnsucht nach ihrem alten Leben führte dazu, dass sich mehr als 80 Mescalero-Krieger unter ihrem Häuptling Caballero aus dem Reservat mit ihren Familien dem Chihenne-Häuptling Victorio in seinem Kampf (1878–1880) gegen die Armeen der USA und Mexikos anschlossen, und diesem als verlässliche Führer in ihren alten Wohngebieten auf den Plains im westlichen und südwestlichen Texas dienten.

#### Letzte Kämpfe
Die übrigen flüchteten entweder nach Süden in ihre alten Streifgebiete in Mexiko und schlossen sich den dort lebenden Mescalero und den verbliebenen Lipan an, um in New Mexico und Texas Siedlungen zu überfallen. Manche gingen zu den Westlichen Apachen nach Arizona. Viele Gruppen der Mescalero flohen auch nach Osten und Nordosten auf die Plains von Texas zu den Comanche, ihren früheren Todfeinden, und unternahmen mit diesen zusammen mit den Kiowa mehrere Raubzüge. Besonders die im Texas Panhandle und auf den High Plains lebenden Guhlkahéndé unter der Führung ihres Häuptlings Nautzili („Büffel“), die teilweise mit den Comanche durch Heiraten verwandtschaftlich verbunden waren, sowie die Shä-äⁿ(„Nördliches Volk“) der Lipan kämpften gemeinsam mit diesen gegen die Amerikaner.
Nach dem Tod Victorios (1880) sowie der Vernichtung der militärischen Macht der Comanche und Kiowa (1875) gaben auch die Guhlkahéndé unter Nautzili im darauffolgenden Jahr (1876) ihren Kampf auf und zogen ins Mescalero-Reservat in New Mexico. Nun waren die letzten frei umher streifenden Indianer auf den Südlichen Plains, die militärisch eine Bedrohung darstellten, kleine Gruppen der Mescalero und Lipan. Aus ihren Stützpunkten im Norden Mexikos unternahmen sie letzte verzweifelte Raubzüge über die Grenze nach New Mexico und Texas und verübten den letzten in den Annalen verzeichneten Überfall feindlicher Indianer in Texas im Jahre 1881. Noch 1883 unternahmen verzweifelte kleine Gruppen von Mescalero gemeinsam mit versprengten Comanche Überfälle am Rio Pecos und Rio Penasco.

#### Ende der Freiheit
Als letztendlich alle Mescalero sich ergeben und im Reservat eingefunden hatten, sollten diese „zivilisiert“, d. h. amerikanisiert werden. Sie mussten ihre Haare kurz schneiden, durften keine Tänze mehr veranstalten, mussten die Kleidung der Weißen tragen und anstelle ihrer Zeremonien den amerikanischen Nationalfeiertag am 4. Juli, Weihnachten und das Erntedankfest (engl. Thanksgiving) feiern. Farmarbeit aber wurde begrüßt.

## Heutige Situation

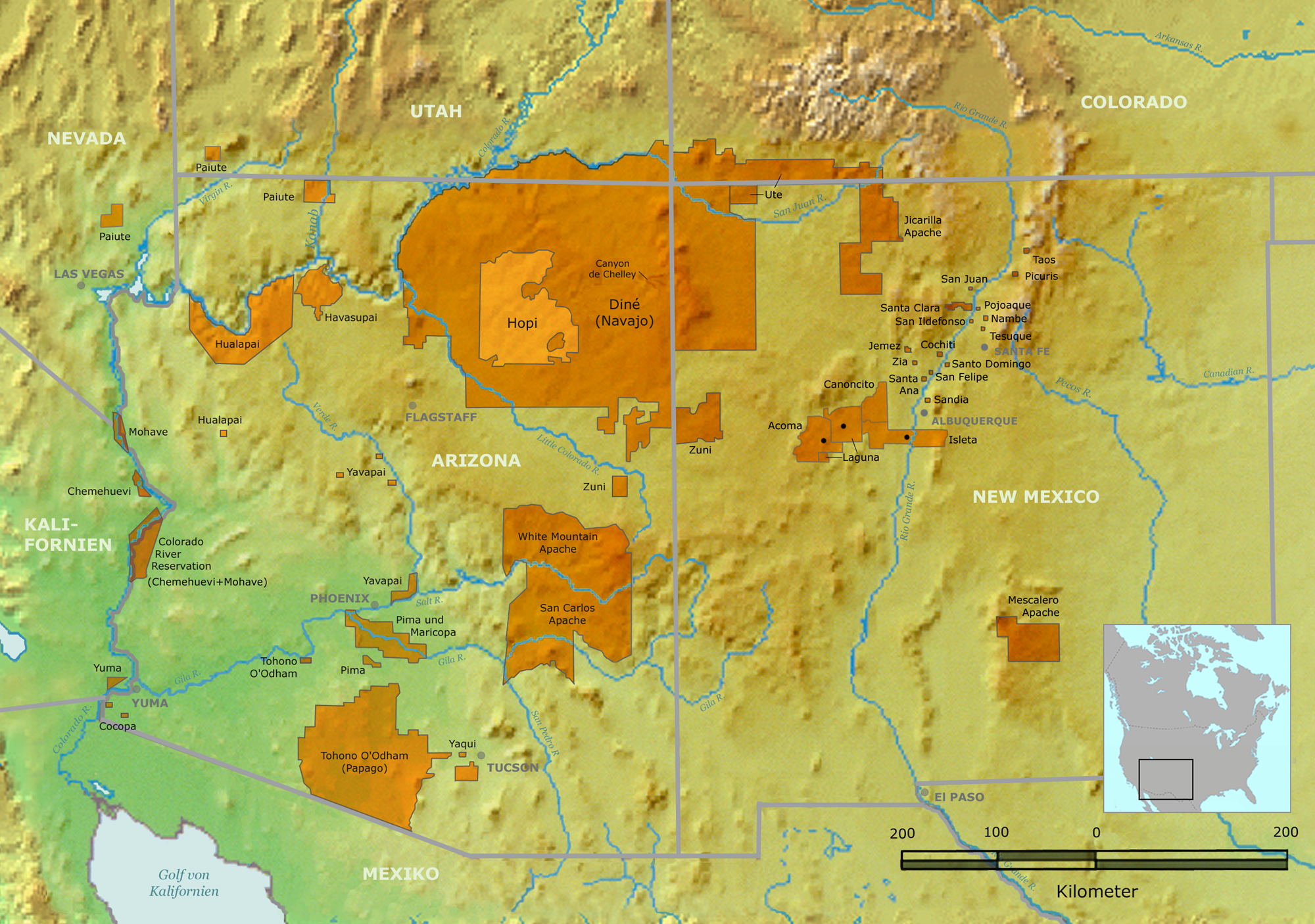
Reservate der Mescalero und benachbarter Stämme im Südwesten der USA

Die heutige Mescalero Apache Reservation befindet sich im südlichen Zentral-New Mexico, ist ca. 1864 km² groß und befindet sich auf einer Höhe von ca. 1600 m bis 3650 m über dem Meeresspiegel. Die hohen Berge sind Teil der Sacramento Mountains, mit dem höchsten Berg – dem Sierra Blanca Peak (3652 m) –, der für die Mescalero Apache heilig ist. Der Mescalero Apache Tribe besteht heute offiziell aus drei separaten Gruppen, die folgende vormals eigenständigen Stämme repräsentieren: Die Mescalero Apache, die Chiricahua Apache und die Lipan Apache.
Die Twid Ndé (Tú’é'diné Ndé – ‘No Water People’, ‘Tough People of the Desert’) der Lipan Apache hatten sich bereits vor der Reservationszeit mit den Mescalero verbündet und verschmolzen ca. 1850 als Tuetinini mit den Mescalero. Häuptling Magoosh's Lokalgruppe der Tu'tssn Ndé (Tú sis Ndé, Kúne tsá – ‘Big Water People’, ‘Great Water People’) suchte ca. 1850 ebenfalls bei den Mescalero Zuflucht, 1904 floh Häuptling Venego mit seiner Lokalgruppe aus Zaragoza, Mexico, beide Gruppen verschmolzen mit den Mescalero zu den Tuintsunde.
1913 (August 1912 war der Kriegsgefangenen-Status aufgehoben worden) zogen 187 Fort Sill Apache Chiricahua (Chokonen, Chihenne, Bedonkohe und Nednhi) in die Mescalero-Reservation in New Mexico zu den Mescalero Apache. Waren die Mescalero früher bereits manche Mischehen mit Chihenne und Lipan eingegangen, hatten sie zu den Chokonen, Bedonkohe und Nednhi anfangs ein gespanntes Verhältnis. Im Laufe der Zeit entstanden aber durch das Zusammenleben auf engem Raum immer mehr freundschaftliche und familiäre Kontakte zwischen den verschiedenen Gruppen und es entwickelten sich starke und enge Beziehungen untereinander. Schließlich wurden 1964 alle Apache im Reservat ungeachtet ihrer Herkunft als Mescalero anerkannt.
Der Stamm betreibt das Ski Resort Ski Apache sowie das benachbarte Hotel und Casino für Touristenverkehr, das Inn of the Mountain Gods Resort and Casino. Zudem errichteten sie in der Nähe ihres Verwaltungszentrums in Mescalero, New Mexico ein Kulturzentrum mit Museum. Der Stamm besitzt noch ein größeres Museum im Dog Canyon südlich von Alamogordo, New Mexico. Im Jahre 2000 gab es laut Zensus 3156 Stammesmitglieder, heute ca. 3979.
Heute verdienen sich die meisten Mescalero Apache ihren Lebensunterhalt mit Lohnarbeit in der Nähe des Reservats. Die Einkünfte des Stammes resultieren aus Tourismus, Jagd- und Anglerlizenzen, aus der Holzwirtschaft und der Viehzucht. Außer der Herstellung von Wiegenbrettern (engl. Cradle board) und Perlenschmuck gibt es bei den Mescalero kein traditionelles Kunsthandwerk mehr. In der letzten Zeit entwickelte sich der Tourismus zur erfolgreichsten Einnahmequelle. Ski Apache, das Skigebiet auf ihrem Land, bietet international erstklassige Wintersportbedingungen auf dem Dreitausender Sierra Blanca.
Das größte Fest der Mescalero Apache wird am Wochenende des Unabhängigkeitstages, dem 4. Juli, gefeiert. Zentrales Ereignis dieses Festes ist die Sonnenaufgangszeremonie (engl. Sunrise Ceremony), das Ritual eines erwachsen werdenden Mädchens, bei dem die Ga´an, maskierte Berggeister, mit phantasievollem Kopfschmuck Tänze aufführen. Die Mythologie sagt, dass diese Geister bei der Schöpfung zu den Mescalero gekommen sind und sie gelehrt haben, in Harmonie mit der Erde zu leben.

## Demografie
Der Teil der Apacheria, den die Mescalero bewohnten, war niemals dicht bevölkert. Man schätzt, dass es vor dem Eindringen der Amerikaner in den Südwesten ca. 2500 bis 3000 Mescalero gab, wobei bedacht werden muss, dass hiervon 25 % Männer waren, und der Rest Frauen (35 %) und Kinder (40 %), so dass diese ca. 625 bis 750 Krieger stellen konnten.
Die Westlichen Apache mit ca. 4500 bis 5000 Angehörigen (mit ca. 1125 bis 1250 Kriegern) waren die größte und bevölkerungsreichste Gruppe unter den Apachen. Die Chiricahua Apache zählten ca. 3000 Stammesmitglieder (mit ca. 750 Kriegern), die Jicarilla Apache 800 bis 1200 Stammesmitglieder (mit ca. 200 bis 300 Kriegern), die Lipan Apache ca. 1500 (mit ca. 375 Kriegern).
Beim Zensus 2000 wurden 3156 Bewohner des Mescalero-Reservats gezählt, die sich aus Angehörigen der Mescalero, der Chiricahua und der Lipan zusammensetzten. Heute gibt es ca. 3979 Stammesmitglieder.

## Häuptlinge, berühmte Persönlichkeiten
Southern Mescalero

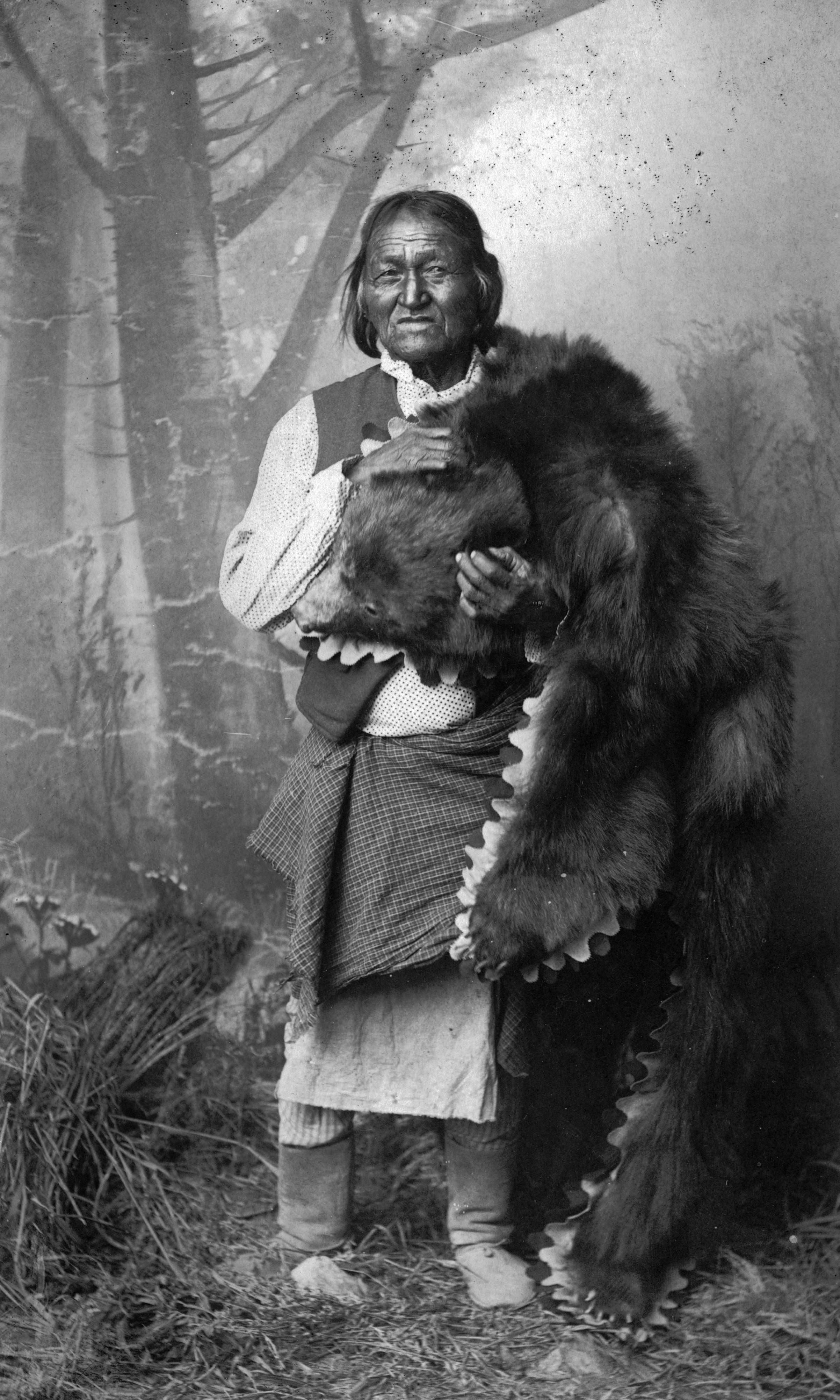
Gorgonia, einflussreicher Schamane der Mescalero

- Gómez (feindlicher Häuptling der Southern Mescalero, seine Gruppe (engl.: band) bestand aus fünf Lokalgruppen mit ca. 400 Kriegern, die Gruppe lebte im Big Bend-Gebiet und im Trans-Pecos beiderseits des Rio Grande mit Stützpunkten in den Guadalupe Mountains und Davis Mountains (auch: Limpia Mountains), als Gouverneur Trias 1000 Pesos für seinen Skalp bot, bot Gómez den gleichen Betrag für jeden mexikanischen oder amerikanischen Skalp, seine segundos (oder ‘Kriegshäuptlinge’) waren Cigarito, Chinonero, Simón Porode und Simón Manuel, ca. 1840er bis späte 1860er)[21]
  - Cigarito (feindlicher, aber mehr konzilianter Häuptling einer Lokalgruppe in den Davis Mountains und in wüsten Ebenen des Trans-Pecos, segundo von Gómez, dem führenden Häuptling der Southern Mescalero, 1840er bis 1860er)
  - Chinonero (feindlicher, aber mehr konzilianter Häuptling einer Lokalgruppe in den Davis Mountains und in wüsten Ebenen des Trans-Pecos, segundo von Gómez, dem führenden Häuptling der Southern Mescalero, 1840er bis 1860er)
  - Simón Porode (Häuptling einer Lokalgruppe in West-Texas, segundo von Gómez, dem führenden Häuptling der Southern Mescalero, kontaktierte 1850 zusammen mit Simón Manuel die Garrison in San Elizario, um eventuell Friedensgespräche aufzunehmen, wurde jedoch durch Gómez überstimmt, 1840er bis 1860er)
  - Simón Manuel (Häuptling einer Lokalgruppe in West-Texas, segundo von Gómez, dem führenden Häuptling der Southern Mescalero, kontaktierte 1850 zusammen mit Simón Porode die Garrison in San Elizario, um eventuell Friedensgespräche aufzunehmen, wurde jedoch durch Gómez überstimmt, 1840er bis 1860er)
- Marco (auch Marcus, feindlicher Häuptling der Southern Mescalero, seine Gruppe – wahrscheinlich Tsehitcihéndé oder Niit’ahénde – umfasste ca. 200 Krieger, lebte im Big Bend-Gebiet beiderseits des Rio Grande von den Guadalupe Mountains bis östlich der Davis Mountains in die Randgebiete der Südlichen Plains, wurde häufiger Raub- und Kriegszüge entlang der San Antonio-Straße nach Texas sowie in der Nähe von El Paso beschuldigt, wollte sich den bereits Rationen beziehenden Sierra Blanca Mescalero anschließen, wurde jedoch abgewiesen, da seine Gruppe als texanische Mescalero betrachtet wurden, 1840er bis 1860er)
- Espejo (‘looking-glass’ – ‘Spiegel’, feindlicher Häuptling der Southern Mescalero, seine Gruppe – wahrscheinlich Tsebekinéndé – mit mehreren Lokalgruppen unter den segundos (oder ‘Kriegshäuptlingen’) Nicolás und Antonio schweifte zwischen dem Limpia Canyon, Horsehead Crossing entlang des Pecos und östlich der Davis Mountains in den wüsten Ebenen des Trans-Pecos in West Texas, 1840er bis späte 1860er)
  - Nicolás (Häuptling einer Tsebekinéndé-Lokalgruppe in den Davis Mountains und ostwärts bis in die Randgebiete der Südlichen Plains, segundo des Southern Mescalero-Häuptlings Espejo, 1840er bis 1860er)
  - Antonio (Häuptling einer Tsebekinéndé-Lokalgruppe in den Davis Mountains und ostwärts bis in die Randgebiete der Südlichen Plains, segundo des Southern Mescalero-Häuptlings Espejo, 1840er bis 1860er)
- Mateo (Häuptling einer Tsebekinéndé-Lokalgruppe (oft von Spaniern und Amerikanern als Aguas Nuevas oder Norteños bezeichnet), lebte zusammen mit der Lokalgruppe von Verancia in der Gegend des Dog Canyons in den Sacramento Mountains und folgte vermutlich der alten Apache-Lebensweise von Jagd und Raub, da sie als “troublesome” betrachtet wurden, 1840er bis 1860er)[22]
- Verancia (Häuptling einer Tsebekinéndé-Lokalgruppe, lebte zusammen mit der Lokalgruppe von Mateo in der Gegend des Dog Canyons in den Sacramento Mountains und folgte vermutlich der alten Apache-Lebensweise von Jagd und Raub, da sie als “troublesome” betrachtet wurden, 1840er bis 1860er)
- Alsate (auch Arzate, Arzatti, letzter Häuptling der Chisos Apaches (auch Chinati oder Rio Grande Apaches), einer Gruppe der Southern Mescalero in den Davis Mountains, Chisos Mountains und Chinati Mountains im Big Bend-Gebiet, der Sierra del Carmen in Coahuila und der Sierra Alamos in Chihuahua nördlich der Bolsón de Mapimí,[23] wurde zusammen mit seiner ganzen Gruppe durch Verrat gefangen genommen und zusammen mit seinen segundos (oder ‘Kriegshäuptlingen’) Colorado und Zorillo in Ojinaga, gegenüber von Presidio del Norte, Texas, standrechtlich erschossen, seine gesamte Gruppe wurde in Mexiko in die Sklaverei verkauft, ca. 1817–1882)[24]
  - Colorado (Häuptling einer Lokalgruppe der Chisos Apaches im Grenzgebiet von Coahuila, Chihuahua und West-Texas, segundo von Alsate, des führenden Häuptlings der Chisos Mescalero, wurde durch Verrat gefangen genommen und zusammen mit Alsate und Zorillo in Ojinaga, gegenüber von Presidio del Norte, Texas, standrechtlich erschossen, späte 1860er bis  † 1882)
  - Zorillo (Häuptling einer Lokalgruppe der Chisos Apaches im Grenzgebiet von Coahuila, Chihuahua und West-Texas, segundo von Alsate, des führenden Häuptlings der Chisos Mescalero, wurde durch Verrat gefangen genommen und zusammen mit Alsate und Colorado in Ojinaga, gegenüber von Presidio del Norte, Texas, standrechtlich erschossen, späte 1860er bis † 1882)
- San Juan (Häuptling einer Gruppe der Southern Mescalero – wahrscheinlich der Nit'ahéndé oder Tsehitcihéndé –, seine Gruppe lebte entlang des Rio Bonito, Rio Hondo und bewohnte die Capitan Mountains sowie die Sacramento Mountains – in diesem Gebiet wurde später Fort Stanton zum Schutz vor Überfällen der Mescalero und Comanche gebaut –, zu seinen Verbündeten zählten Gruppen der Eastern Mescalero, der Lipan Apache sowie manche Gruppen der Comanche, nachdem Santana und Cadete verstorben waren, übernahmen San Juan und Nautzili die Führerschaft der Mescaleros in der Reservation, sein Sohn Peso war der letzte traditionelle Häuptling der Mescalero)
- Peso (ca. 1849–1929, wurde in den Guadalupe Mountains nahe dem heutigen Carlsbad als Sohn von Häuptling San Juan und dessen Frau Nagoo-nah-go geboren, seine Gruppe – wahrscheinlich Nit'ahéndé oder Tsehitcihéndé – verbündete sich mit Nautzili's Gruppe von Guhlkahéndé auf den Südlichen Plains als auch mit Gruppen der Comanche, manchmal schlossen sie sich auch Häuptling Magoosh's Tu'sis Nde der Lipan Apache im Südosten von Texas und Nordosten von Mexiko an, Peso selbst war ein exzellenter Fährtenleser und diente in den späten 1880er als Apache Scout in den letzten Kriegen gegen den Bedonkohe-Apache Geronimo, zusammen mit seinem Bruder Sans Peur (‘Without Fear’ – ‘Ohne Furcht’) und Magoosh war er einer der drei bedeutendsten Häuptlinge in der Reservation – Magoosh für die Lipan Apache in Elk Springs, Sans Peur für Mescalero Apache in Tule Canyon und Peso repräsentierte Mescalero Apache für die Rinconada und Three Rivers)
- Sans Peur (‘Without Fear’ – ‘Ohne Furcht’, Bruder von Häuptling Peso und Sohn von Häuptling San Juan, seine Gruppe – wahrscheinlich Nit'ahéndé oder Tsehitcihéndé – waren enge Verbündete der Eastern Mescalero-Gruppe der Guhlkahéndé auf den Südlichen Plains sowie der Tu'sis Nde-Gruppe der Lipan Apache im Südosten von Texas und Nordosten von Mexiko sowie manchen Gruppen der Comanche, zusammen mit seinen Brüdern Peso und Crook Neck sowie Häuptlingen wie Shanta Boy und Big Mouth diente er als Apache Scout in den letzten Kampfhandlungen gegen Geronimo, den Kriegshäuptling der Nednhi-Gruppe der Chiricahua Apache und Bedonkohe-Schamanen, zusammen mit seinem Bruder Peso und Magoosh war er einer der drei bedeutendsten Häuptlinge in der Reservation – Magoosh für die Lipan Apache in Elk Springs, Peso repräsentierte Mescalero Apache für die Rinconada und Three Rivers und Sans Peur die Mescalero Apache in Tule Canyon)

Northern Mescalero
- Barranquito (auch Palanquito, einflussreichster Häuptling der Sierra Blanca Mescalero-Gruppe, die zwischen der Sierra Blanca (auch: White Mountains) ostwärts bis zum Pecos River streiften, wahrscheinlich der wichtigste Häuptling der Mescalero im frühen 19. Jahrhundert überhaupt; als er 1857 starb, folgten ihm seine drei Söhne Santana, Cadete und Roman, erreichten jedoch niemals mehr diesen überragenden Einfluss)
- Santana (auch Santa Ana, Sohn und Nachfolger von Barranquito, war bereits seit ca. 1830 Häuptling einer Lokalgruppe der Sierra Blanca Mescalero-Gruppe mit großer Autorität und Ansehen, seit dem Tod von Barranquito scheint Santana den größten Einfluss unter den Gruppen der Northern Mescaleros gehabt zu haben, jedoch vermied er die Öffentlichkeit und war unter den Amerikanern und Mexikanern kaum bekannt, in seinen späten Jahren wurde er als standhafter Freund der Amerikaner bekannt, † 1876 durch Lungenentzündung oder die Pocken)
- Cadete (auch Cadette – ‘Volunteer’ – ‘Jener, der sich freiwillig meldet, anbietet’, in Apache: Gian-na-tah – ‘Always Ready’ – ‘Stets und immer bereit’, auch bekannt als Zhee-es-not-son, Zhee Ah Nat Tsa, Sohn und Nachfolger von Barranquito, nach Santana einflussreichster Häuptling mehrerer Lokalgruppen der Sierra Blanca Mescalero-Gruppe, war diplomatischer als Santana, unterstellte sich der Führung seines Bruders Santana, hatte am meisten Kontakt mit den Weißen unter den Häuptlingen der Northern Mescaleros, nachdem alle Mescalero das Bosque-Redondo-Reservat am 3. November 1863 verlassen hatten, floh er mit seiner Gruppe auf die Llano Estacado, in Mexiko stahlen seine und andere Mescalero-Gruppen große Vieh- und Pferdeherden, die sie direkt oder via den Comancheros an die Comanche tauschten und verkauften,[25] wurde während einer Friedensmission 1872 ermordet)
- Ramón Grande (Sohn und Nachfolger von Barranquito, Häuptling einer Lokalgruppe der Sierra Blanca Mescalero-Gruppe, hatte weniger Einfluss als seine Brüder Santana und Cadete, unterstellte sich der Führung seines Bruders Santana, starb 1885 während einer Epidemie)
- Josecito (auch José Cito, nach Barranquito und Santana der einflussreichste Häuptling einiger Lokalgruppe der Sierra Blanca Mescalero-Gruppe, unterzeichnete im April, 1852 zusammen mit einem kleineren Lokalgruppen-Führer der Sierra Blanca Mescalero namens Lobo und dem Jicarilla-Apache-Häuptling Chacon einen Vertrag mit Calhoun)
- Muchacho Negro (‘Black Boy’ – ‘Schwarzer Junge’, Häuptling einer Lokalgruppe, schloss sich mit seinen Kriegern dem Chihenne-Häuptling Victorio an, ca. 1860–1930)
- Kutbhalla (Kriegshäuptling, heiratete eine Tochter von Chihenne-Häuptling Mangas Coloradas)
- Estrella (‘Stern’)

Eastern Mescalero / Plains Mescalero
- Nautzili (auch Natzili, Nautzile, Nodzilla – ‘Bison’, Häuptling der Guhlkahéndé und später einer Splittergruppe der Southern Lipan in Nord-Mexiko, war enger Verbündeter der Southern Mescalero-Gruppe von Häuptling San Juan, der Tu'sis Nde-Gruppe der Lipan Apache unter Häuptling Magoosh sowie einiger Gruppen der Comanche auf den Südlichen Plains, ergab sich 1876 und zog in die Mescalero-Reservation, 1879 hatte er die Führerschaft über die größte Zahl der Mescalero-Gruppen im Reservat (inklusive der Lipan) erlangt und erfolgreich viele Krieger davon abgehalten, sich dem Chihenne-Häuptling Victorio in dessen Krieg anzuschließen)

## Winnetou
Karl Mays Romanfigur Winnetou ist eine Phantasiefigur, es gab nie einen solchen Häuptling der Mescalero. Als der Schriftsteller in den 1870er Jahren seinen Protagonisten ersann, waren die Zeitungen voller Berichte über die blutrünstigen Apachen. Karl May, der niemals im Westen der USA war, hat nachweislich sein Wissen über Land und Leute aus zeitgenössischen Reiseberichten und Nachschlagewerken geschöpft, so auch aus dem Pierer, einem bekannten Konversationslexikon dieser Zeit. Der Pierer von 1888 schreibt:

„Apaches (spr. apatsches), raubsüchtiges, wildes Indianervolk vom Athabaskenstamm in Arizona (1880: 4578 Köpfe), Neu-Mexiko (1605) und dem Indianerterritorium (337), in verschiedene Hauptstämme und viele kleine Banden geteilt. Größtenteils Nomaden, führen sie Zelthütten mit sich und leben von Jagd, Raub und Plünderung; 1871–1875 durch Crook unterworfen.“

Es ist anzunehmen, dass Karl May, der entgegen dem Zeitgeist für die Sache der Indianer eintrat, bewusst einen Angehörigen des so negativ beschriebenen Stammes für seinen „Edlen Wilden“ wählte.